# Yuzo Koshiro
Yuzo Koshiro (古代 祐三 Koshiro Yūzō?) är en japansk kompositör från Hino i Tokyo prefektur i Japan, som är känd för att komponera musik till datorspel. Han har bland annat bidragit med musik till spelserierna Ys, Shinobi, Streets of Rage, Castlevania och Sonic the Hedgehog.

## Verk
| Datorspel | Datorspel                                      | Datorspel                 | Datorspel                                                                              |
| År        | Titel                                          | Roll                      | Samarbetspartner                                                                       |
| --------- | ---------------------------------------------- | ------------------------- | -------------------------------------------------------------------------------------- |
| 1986      | Xanadu Scenario II                             | Kompositör, programmerare | Takahito Abe                                                                           |
| 1986      | Romancia                                       | Kompositör, programmerare | Takahito Abe                                                                           |
| 1987      | Ys I: Ancient Ys Vanished                      | Kompositör, programmerare | Mieko Ishikawa                                                                         |
| 1987      | Legacy of the Wizard                           | Kompositör, programmerare | Mieko Ishikawa                                                                         |
| 1987      | Space Harrier (X68000)                         | Ljudeffekter              | Hideya Nagata och Tetsu Matsushima                                                     |
| 1987      | Sorcerian                                      | Kompositör, programmerare | Mieko Ishikawa, Takahito Abe, Reiko Takebayashi och Hideya Nagata                      |
| 1987      | Ojousama Club                                  | Kompositör, programmerare | Flera                                                                                  |
| 1987      | Dark Storm: Demon Crystal                      | Kompositör, programmerare |                                                                                        |
| 1987      | The Gate of Labyrinth                          | Kompositör, programmerare |                                                                                        |
| 1988      | Ys II: Ancient Ys Vanished – The Final Chapter | Kompositör, programmerare | Mieko Ishikawa och Hideya Nagata                                                       |
| 1988      | The Scheme                                     | Kompositör, programmerare |                                                                                        |
| 1988      | The Return of Ishtar (MSX)                     | Kompositör, programmerare |                                                                                        |
| 1988      | The Curse of Mars                              | Kompositör, programmerare |                                                                                        |
| 1989      | Algarna                                        | Kompositör, programmerare |                                                                                        |
| 1989      | The Revenge of Shinobi                         | Kompositör, programmerare |                                                                                        |
| 1989      | Bosconian (Sharp X68000)                       | Kompositör, programmerare |                                                                                        |
| 1990      | Misty Blue                                     | Kompositör, programmerare |                                                                                        |
| 1990      | Actraiser                                      | Kompositör, programmerare |                                                                                        |
| 1990      | Thrice                                         | Kompositör, programmerare |                                                                                        |
| 1991      | The G.G. Shinobi                               | Kompositör, programmerare |                                                                                        |
| 1991      | Streets of Rage                                | Kompositör, programmerare |                                                                                        |
| 1991      | Sonic the Hedgehog (8-bit)                     | Kompositör, programmerare |                                                                                        |
| 1991      | Star Wars: Attack on the Death Star            | Arrangemang               |                                                                                        |
| 1992      | Super Adventure Island                         | Kompositör, programmerare |                                                                                        |
| 1992      | Eye of the Beholder (PC-98)                    | Kompositör, programmerare |                                                                                        |
| 1992      | Gage                                           | Kompositör, programmerare |                                                                                        |
| 1992      | Batman Returns (Game Gear/Master System)       | Ljudmanager               |                                                                                        |
| 1992      | The G.G. Shinobi II: The Silent Fury           | Kompositör, programmerare | Motohiro Kawashima                                                                     |
| 1992      | Streets of Rage 2                              | Kompositör, programmerare | Motohiro Kawashima                                                                     |
| 1993      | Slap Fight MD                                  | Kompositör, arrangemang   |                                                                                        |
| 1993      | Actraiser 2                                    | Kompositör, programmerare |                                                                                        |
| 1994      | Streets of Rage 3                              | Kompositör, programmerare | Motohiro Kawashima                                                                     |
| 1994      | Eye of the Beholder (Mega CD)                  | Kompositör                | Motohiro Kawashima                                                                     |
| 1994      | Robotrek                                       | Ljudproducent             |                                                                                        |
| 1994      | The Story of Thor                              | Kompositör, programmerare |                                                                                        |
| 1995      | Miracle Casino Paradise                        | Kompositör, programmerare |                                                                                        |
| 1995      | Manji Psy Yuuki                                | Kompositör, programmerare | Motohiro Kawashima                                                                     |
| 1996      | Zork I: The Great Underground Empire (PS1)     | Kompositör                | Motohiro Kawashima                                                                     |
| 1996      | The Story of Thor 2                            | Kompositör                |                                                                                        |
| 1996      | Vatlva                                         | Kompositör                | Motohiro Kawashima                                                                     |
| 1997      | Culdcept                                       | Kompositör                | Takeshi Yanagawa                                                                       |
| 1999      | Shenmue                                        | Kompositör                | Osamu Murata, Ryuji Iuchi, Takenobu Mitsuyoshi och Takeshi Yanagawa                    |
| 2001      | Wangan Midnight Maximum Tune                   | Kompositör                |                                                                                        |
| 2001      | Shenmue II                                     | Kompositör                | Flera                                                                                  |
| 2001      | Car Battler Joe                                | Kompositör                | Tomonori Hayashibe                                                                     |
| 2004      | Amazing Island                                 | Kompositör                | Motohiro Kawashima                                                                     |
| 2004      | Wangan Midnight Maximum Tune                   | Kompositör                |                                                                                        |
| 2004      | Dokapon the World                              | Kompositör                |                                                                                        |
| 2005      | Wangan Midnight Maximum Tune 2                 | Kompositör                |                                                                                        |
| 2005      | Namco × Capcom                                 | Kompositör                | Flera                                                                                  |
| 2006      | Ueki no Housoku                                | Kompositör                | Motohiro Kawashima och Takeshi Yanagawa                                                |
| 2006      | Castlevania: Portrait of Ruin                  | Kompositör                | Michiru Yamane                                                                         |
| 2007      | Etrian Odyssey                                 | Kompositör                |                                                                                        |
| 2007      | Wangan Midnight Maximum Tune 3                 | Kompositör, programmerare |                                                                                        |
| 2007      | Katekyo Hitman Reborn! Dream Hyper Battle!     | Kompositör                | Motohiro Kawashima och Takeshi Yanagawa                                                |
| 2007      | Warriors of the Lost Empire                    | Kompositör                |                                                                                        |
| 2008      | Super Smash Bros. Brawl                        | Arrangemang               |                                                                                        |
| 2008      | Etrian Odyssey II: Heroes of Lagaard           | Kompositör, programmerare |                                                                                        |
| 2008      | Wangan Midnight Maximum Tune 3 DX              | Kompositör                |                                                                                        |
| 2009      | 7th Dragon                                     | Kompositör                |                                                                                        |
| 2009      | Half-Minute Hero                               | Kompositör                | Flera                                                                                  |
| 2010      | Dragon Ball Online                             | Kompositör                |                                                                                        |
| 2010      | Etrian Odyssey III: The Drowned City           | Kompositör, programmerare |                                                                                        |
| 2010      | Protect Me Knight                              | Kompositör, programmerare |                                                                                        |
| 2010      | Jaseiken Necromancer: Nightmare Reborn         | Kompositör                | Takeshi Yanagawa                                                                       |
| 2010      | Criminal Girls                                 | Kompositör                | Flera                                                                                  |
| 2010      | Dead Heat                                      | Kompositör                | Motohiro Kawashima                                                                     |
| 2011      | 7th Dragon 2020                                | Kompositör, programmerare |                                                                                        |
| 2011      | Wangan Midnight Maximum Tune 4                 | Kompositör                |                                                                                        |
| 2012      | Kid Icarus: Uprising                           | Composition               | Motoi Sakuraba, Masafumi Takada, Noriyuki Iwadare, Takahiro Nishi och Yasunori Mitsuda |
| 2012      | Etrian Odyssey IV: Legends of the Titan        | Kompositör                |                                                                                        |
| 2012      | Layton Brothers: Mystery Room                  | Kompositör                | Takeshi Yanagawa                                                                       |
| 2012      | Time and Eternity                              | Kompositör                | Takeshi Yanagawa                                                                       |
| 2013      | 7th Dragon 2020-II                             | Kompositör                |                                                                                        |
| 2013      | Etrian Odyssey Untold: The Millennium Girl     | Kompositör, programmerare |                                                                                        |
| 2013      | Drift Spirits                                  | Kompositör                |                                                                                        |
| 2014      | Wangan Midnight Maximum Tune 5                 | Kompositör                |                                                                                        |
| 2014      | Momoiro Billionaire!                           | Kompositör                |                                                                                        |
| 2014      | Persona Q: Shadow of the Labyrinth             | Kompositör                |                                                                                        |
| 2014      | Protect Me Knight 2                            | Kompositör                | Hisayoshi Ogura, Motoaki Furukawa, Shinji Hosoe och Hiroshi Kawaguchi                  |
| 2014      | Super Smash Bros. for Nintendo 3DS och Wii U   | Arrangemang               | Flera                                                                                  |
| 2014      | Etrian Odyssey 2 Untold: The Fafnir Knight     | Kompositör, arrangemang   |                                                                                        |
| 2015      | Etrian Mystery Dungeon                         | Kompositör, arrangemang   |                                                                                        |
| 2015      | Etrian Odyssey V                               | Kompositör                |                                                                                        |